# Callirhoé

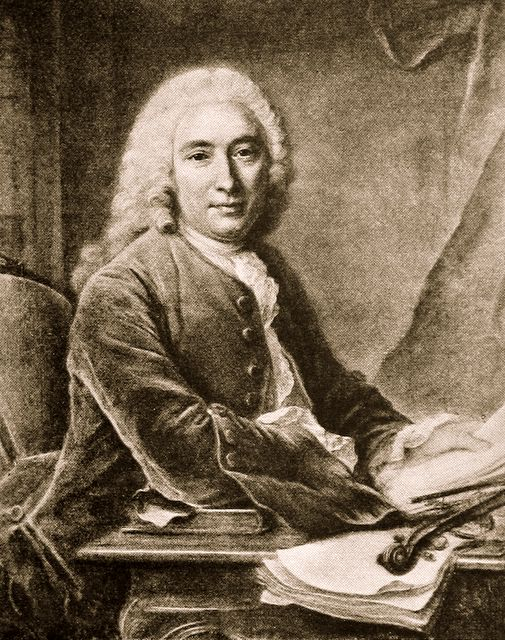
André Cardinal Destouches

Callirhoé är en opera med musik av den franske tonsättaren André Cardinal Destouches. Den hade premiär den 27 december 1712 på Académie Royale de Musique (Parisoperan). Operan är i form av en tragédie en musique i en prolog och fem akter. Librettot skrevs av Pierre-Charles Roy och bygger på en historia från Periegesis tes Hellados (Rundresa i Grekland, latin Descriptio Græciæ) av Pausanias. Detouches reviderade operan för nypremiären den 22 oktober 1743. Den versionen slutar abrupt med Corésus död.

## Personer
| Roller                                          | Stämma             | Premiärbesättning         |
| ----------------------------------------------- | ------------------ | ------------------------- |
| Victoire (Victoria)                             | sopran             | Mlle Poussin              |
| Astrée (Astraia)                                | sopran             | Mlle Heusé                |
| En av Astrées medföljare                        | sopran             | Mlle Limbourg             |
| Callirhoé, arvprins av Kalydon                  | soprano            | Françoise Journet         |
| Drottningen av Kalydon                          | sopran             | Mme Pestel                |
| Corésus, Bacchus överstepräst                   | basbaryton         | Gabriel-Vincent Thévenard |
| Agénor, prins av Kalydon, förälskad i Callirhoé | haute-contre       | Jacques Cochereau         |
| En kvinna från Kalydon                          | sopran             | Mlle Mignier              |
| Pans präst                                      | basbaryton         | Charles Hardouin          |
| En dryad                                        | sopran             | Marie Antier              |
| Oraklet                                         | taille (baritenor) | Louis Mantienne           |
| En herdinna                                     | soprano            | Mlle Heuzé                |
| En annan herdinna                               | sopran             | Mlle Poussin              |
| Bacchus                                         | basbaryton         | M. de la Rosière          |

## Handling
Enligt 1743 års version.
Akt I

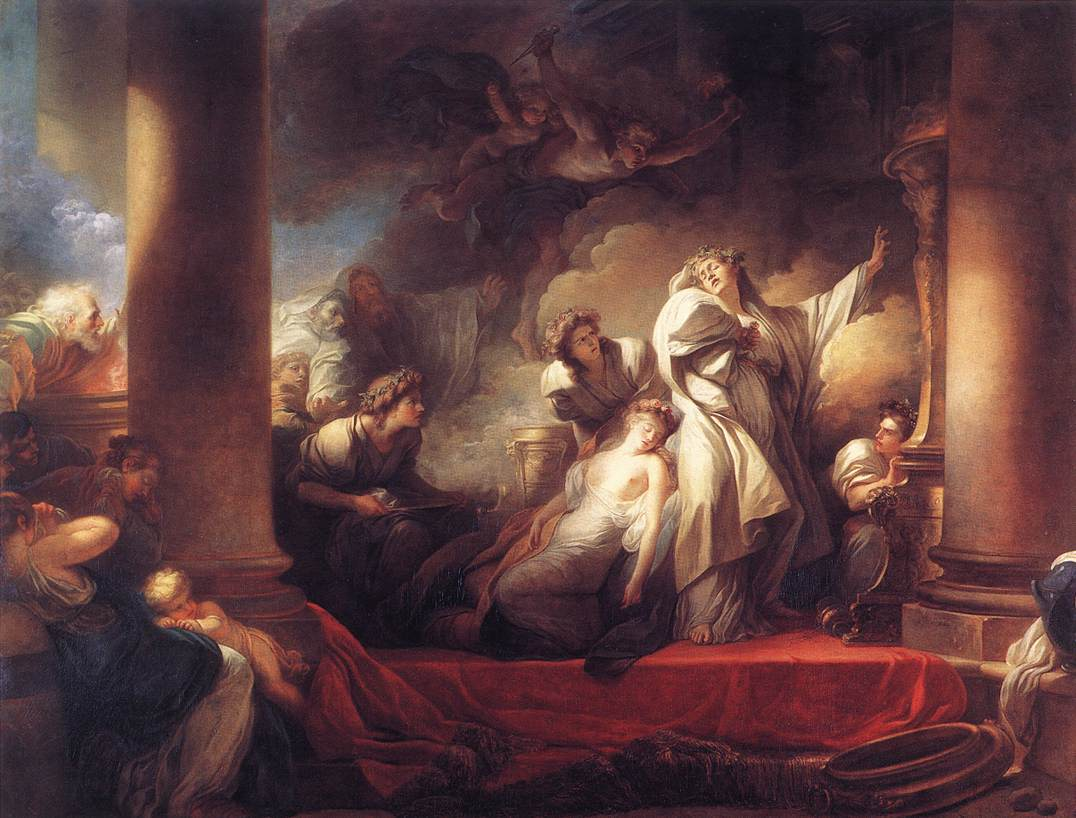
Översteprästen Coresus offrar sig själv för att rädda Callirhoe (1765) av Jean-Honoré Fragonard (1732–1806)

Prinsessan Callirhoé, arvtagerska till kungariker Kalydon, beklagar sitt öde. Hennes föräldrar tvingar henne att gifta sig med en man hon avskyr, Corésus, guden Bacchus överstepräst. Hon älskar egentligen Agénor. Bröllopsceremonin avbryts då Callirhoé svimmar framme vid altaret-
Akt II
Agénor förklarar sin kärlek till Callirhoé men paret överraskas av den rasande Corésus. Han kallar på Bacchusprästerna och folket i Kalydon för att döda Agénor.
Akt III
Callirhoés moder tar dottern till Pan orakel för att få slut på stridigheterna. Guden avkunnar sin dom: Callirhoés blod eller någon hon älskar måste flyta.
Akt IV
Callirhoé är beredd att offra sig för kungarikets bästa. Men folket protesterar emot oraklet och Agénor säger att han är redo att dö för att rädda sin älskade.
Akt V
Corésus befinner sig ensam i templet och funderar över vad han ska föra. Om Agénor offras kommer han få Callirhoé men hon kommer att hata honom för alltid. Agénor och Callirhoé kommer in i templet övertygade om att offra sig själva för att rädda den andre. Corésus sticker kniven i sitt bröst. Profetian är uppfylld: blodet från en man som älskade Callirhoé har spillts.

## Inspelningar
- Callirhoé (1743 års version, utan prolog) Stéphanie d'Oustrac, Cyril Auvity, João Fernandes, Le Concert Spirituel dirigerad av Hervé Niquet (Glossa, 2007)